# Karl Tobias Fischer
Karl Tobias Fischer, född den 18 januari 1871 i Nürnberg, död den 31 december 1953 i München-Solln, var en tysk fysiker. Han var far till Ernst Otto Fischer.
Fischer studerade matematik och fysik vid universitetet och tekniska högskolan i München 1889–1893. Därefter var han anställd som assistent till Walther von Dyck, Leonhard Sohncke och Hermann Ebert. År 1896 promoverades han vid universitetet i München efter att ha försvarat dissertationen Die geringste Dicke von Flüssigkeitshäutchen. Ett år senare habiliterade han sig vid tekniska högskolan i samma stad med arbetet Ein neues Barometer. År 1903 utnämndes han till extra ordinarie professor.